# Doktor Wojny
Doktor Wojny (ang. War Doctor) – postać fikcyjna związana z brytyjskim serialem science fiction pt. Doktor Who, w którą wcielał się aktor John Hurt. Doktor Wojny był pośrednią inkarnacją pomiędzy ósmym i dziewiątym Doktorem. Nie jest do niego przypisana liczba (tak jak w pozostałych wcieleniach) ze względu na to, że było to wcielenie, które zostało specjalnie stworzone by walczyć w Ostatniej Wielkiej Wojnie Czasu. Losy tej postaci nie pojawiły się nigdy w serialu jako ciąg odcinków, a jedynie pojawia się gościnnie w odcinkach Imię Doktora i Dzień Doktora oraz w miniodcinku The Night of the Doctor.

## Za kulisami
Producent serialu, Steven Moffat chciał na obchody 50. rocznicy utworzenia serialu stworzyć historię w którym wystąpi kilku Doktorów, tak jak to było w poprzednich latach, m.in. w The Three Doctors z 1973 czy The Five Doctors z 1983. Początkowo na jubileuszowy odcinek pt. Dzień Doktora mieli powrócić David Tennant, który w latach 2005-2010 odgrywał rolę dziesiątego Doktora oraz Christopher Eccleston, który w 2005 odgrywał rolę dziewiątego Doktora. Tennant zgodził się na powrót, lecz Eccleston odmówił. Moffat postanowił wówczas stworzyć nowy wątek, w którym pomiędzy ósmą i dziewiątą inkarnacją był jeszcze jeden Doktor, który nie nazywałby siebie Doktorem i z tego powodu nie był włączony w numerację. Dodatkowo ta inkarnacja Doktora miała być ściśle związana z motywem nowej serii programu, Wojny Czasu, który po części wraz z tym odcinkiem był wycofywany z serialu.
Do roli Doktora Wojny postanowiono wybrać aktora, który byłby popularny, dlatego w zaledwie miesiąc wybrano Johna Hurta. Choć początkowo planowano by postać ta wystąpiła tylko w odcinku Dzień Doktora, to z czasem postanowiono, że pojawi się ona także w ostatniej scenie finałowego odcinka serii siódmej, Imię Doktora, gdzie została tylko zaprezentowana jako tajemnicza inkarnacja Doktora.

## Historia postaci
W odcinku Imię Doktora, kiedy jedenasty Doktor i Clara przebywają wewnątrz strumienia czasowego Doktora, zauważają oni pewnego starszego mężczyznę. Clara wiedząc, że aktualnie wszystko co ją otacza jest Doktorem lub jest bezpośrednio z nim związany, pyta, kim on jest. Początkowo jedenasty Doktor próbuje odwrócić uwagę, jednak po pewnym czasie tłumaczy jej, że to jest również Doktor, jednak „on nie dotrzymał słowa”. Wówczas Doktor Wojny odpowiada, że nie miał on wyboru i zrobił to „w imię pokoju i rozsądku”, na co jedenasty Doktor odpowiada, że „nie w imię Doktora”.
Początek Doktora Wojny został przedstawiony w miniodcinku The Night of the Doctor, kiedy to ósmy Doktor ginie w katastrofie statku kosmicznego i zostaje wskrzeszony na pewien czas przez Siostry z Karn, które wezwały go do ostatecznego zajęcia stanowiska wobec Wojny Czasu i zarazem przyłączenie się do niej. Podają one eliksir, przeznaczony do wywoływania regeneracji ratunkowej w postaci własnego wyboru. Ósmy Doktor zgadza się wypić eliksir i stać się wojownikiem Wojny Czasu. Po regeneracji tym razem już Doktor Wojny wypiera się imienia „Doktor” i pierwsze słowa jakie mówi to „Nigdy więcej Doktor”.
W odcinku Dzień Doktora, walczący przez wiele lat Doktor Wojny kradnie superbroń znaną jako „Moment” by ostatecznie zakończyć olbrzymią w skutkach Wojnę Czasu i unicestwić Daleków, a także wszystkich mieszkańców swojej rodzimej planety, Gallifrey. Okazuje się, że urządzenie to tworzy także postać (która z wyglądu jest przyszłą towarzyszką Doktora, Rose Tyler), której Doktor ma wytłumaczyć i uzasadnić wykorzystanie danej broni. Ponadto Moment wysyła także Doktora Wojny do swoich przyszłych wcieleń, dziesiątego i jedenastego Doktora, by zrozumiał on także skutki psychiczne, jakie wywoła użycie tej broni. Przebywając z dziesiątą i jedenastą inkarnacją Doktor Wojny miał okazję poznać swoją przyszłą towarzyszkę, Clarę oraz zobaczyć inwazję Zygonów oraz opracowywanie pokojowego rozwiązania danej sytuacji. Na koniec, kiedy Doktor Wojny powraca na Gallifrey, gdzie ma zniszczyć swoją rasę przybywają do niego dziesiąty i jedenasty Doktor, którzy wymyślili plan, w którym wraz z dziesięcioma pozostałymi wcieleniami oraz dwunastym Doktorem zamrożą Gallifrey w czasie i stworzą iluzję planety własnej destrukcji, co w dalszym skutku spowoduje unicestwienie Daleków. Mimo że tak się stało to ani Doktor Wojny, ani dziesiąty Doktor nie mogli zapamiętać, a jedyną inkarnacją, która zapamiętała to, że Gallifrey nie została zniszczona, a zamrożona był jedenasty Doktor.

## Występy telewizyjne
| Historia                 | Historia               | Data premiery       | Źródła              |
| Nazwa polska             | Nazwa oryginalna       | Data premiery       | Źródła              |
| Seria 7 (2012–2013)      | Seria 7 (2012–2013)    | Seria 7 (2012–2013) | Seria 7 (2012–2013) |
| ------------------------ | ---------------------- | ------------------- | ------------------- |
| Imię Doktora             | The Name of the Doctor | 18 maja 2013        | [ 3 ] [ 7 ]         |
| Odcinki specjalne (2013) |                        |                     |                     |
| Dzień Doktora            | The Day of the Doctor  | 23 listopada 2013   | [ 6 ] [ 8 ]         |

### Miniodcinek
| Miniodcinek             | Data premiery     | Źródła      |
| ----------------------- | ----------------- | ----------- |
| The Night of the Doctor | 14 listopada 2013 | [ 4 ] [ 9 ] |